# Колос, Иван Андреевич
Ива́н Андре́евич Ко́лос (бел. Іван Андрэевіч Колас; 5 июня 1923, Картыничи — 12 августа 2007, Москва) — советский военный разведчик, писатель, активный деятель партизанского движения во время Великой Отечественной войны, полковник Советской армии. Герой Российской Федерации (25.11.1994), член Союза писателей России.

## Биография
Родился 5 июня 1923 года в селе Картыничи (ныне Гомельской области Белоруссии) в крестьянской семье.
Окончил среднюю школу, затем курсы повышения квалификации педагогов и педагогический техникум. Работал учителем в Лельчицком районе, писал статьи в местных газетах.

### Великая Отечественная война
С началом Великой Отечественной войны был призван в РККА, благодаря знанию польского и украинского языков зачислен в команду особого назначения при штабе Западного фронта. Участвовал в оборонительных сражениях на западном направлении летом 1941 года. В августе 1941 года направлен на учёбу в Вольское пехотное училище. После окончания учёбы в мае 1942 года был назначен начальником штаба стрелкового батальона 107-го стрелкового полка (38-я армия, Юго-Западный фронт). Но там его боевой путь оказался коротким — в июне 1942 года батальон попал в окружение, погибло большинство бойцов.
Чудом выживший Иван Колос пробрался по оккупированной территории в родное село, там создал подпольную группу, на основе которой в ноябре 1942 года организовал и возглавил Лельчицкий партизанский отряд. Во главе отряда провёл сотни боевых операций, нанёс значительный урон войскам противника. За полтора года боев в тылу врага на базе своего отряда создал ещё 3 партизанских отряда, объединённых в Лельчицкую партизанскую бригаду (около 700 бойцов). Бригада сражалась с оккупантами в Полесье, а в ходе операции «Рельсовая война» полностью парализовала движение по железной дороге Мозырь – Ельск – Богутичи – Словечно. В декабре 1943 года соединилась с наступающими частями Красной Армии. Однако сам Колос в мае этого же года, после установления постоянной связи с Центральным штабом партизанского движения, был передан в подчинение ГРУ и переориентирован на разведывательную работу.
Осенью 1943 года Колос был отозван в Москву и после короткой подготовки во главе разведгруппы заброшен в немецкий тыл в район Ельск — Мозырь в Белорусской ССР. Там он добывал информацию о передвижении и укреплениях противника в интересах разведотдела штаба 1-го Белорусского фронта. После выполнения задания через пять месяцев группа была эвакуирована на «Большую землю».
В марте 1944 года Колос снова во главе разведывательной группы был заброшен в тыл врага, на территорию Гродненской и Барановичской областей Белоруссии, имея задачу обеспечить командование разведданными накануне Белорусской стратегической наступательной операции. После успешного выполнения задания в июле 1944 года группа соединяется со стремительно наступающими советскими войсками.

### В Польше
1 августа 1944 года в Варшаве началось восстание против немецких оккупантов, подготовленное и организованное руководством Армии Крайовой с согласия правительства Польши в эмиграции. Целью восстания было освобождение Варшавы от врага до подхода сил РККА и передача её под управление польского правительства в эмиграции. Главнокомандующий Армией Крайовой польский генерал дивизии Тадеуш Коморовски (имел прозвище «Бур») располагал в Варшаве несколькими тысячами слабо вооружённых бойцов и почти не имел боеприпасов. Преследуя цели, объективно направленные против Красной Армии, Комаровски полагал, что именно советские войска должны поддерживать восстание. Вопросы связи и координации действий с советским командованием Бур даже не пытался решать. План восстания был полностью авантюристским, что и неудивительно, так как спешное начало восстания связано со стремительным рывком советских войск от Витебска и Орши до Варшавы (свыше 600 километров) за 38 дней, что стало полной неожиданностью и для врагов, и для союзников.
В момент начала восстания советские войска были ещё на дальних подступах к Варшаве. Советское руководство в Москве и командование наступающего на Варшаву 1-го Белорусского фронта не были информированы о готовящемся восстании. Конечно, командовавший этим фронтом Маршал Советского Союза Рокоссовский планировал удар по Варшаве, но после неслыханного броска вперед с непрерывными тяжелыми кровопролитными боями ему требовались значительные силы. Командование Вермахта также прекрасно понимало, что Варшава является главным направлением наступления РККА, не только как первая европейская столица на её пути, но и как главный промышленный центр Польши и узел всех её коммуникаций, падение которого делает выход советских войск к германским границам вопросом самого ближайшего времени. Поэтому новый командующий германской группой армий «Центр» Модель пытался задержать советское наступление на каждой удобной позиции, а в это время спешно стягивал к Варшаве все силы, какие мог собрать сам и какие слало к нему гитлеровское Верховное командование. Там он готовился дать решающий бой и остановить советское наступление на рубеже полноводной Вислы. Не имея никаких сведений о восстании и связи с восставшими, маршал Рокоссовский решил направить в Варшаву офицера штаба фронта, и выбор пал на лейтенанта Ивана Колоса (псевдоним «Олег»).
21 сентября 1944 года разведчик выпрыгнул с парашютом над ночной Варшавой. Единственными ориентирами были река Висла и вспышки ночного боя внизу. С одной стороны Ивану Андреевичу повезло — он спустился в нескольких сотнях метров от немецких позиций, в районе, который обороняла не часть Армии Крайовой, а формирования Армии Людовой, в составе которой были коммунисты. С другой стороны, на этом везение окончилось — разведчик упал на крышу дома и сломал себе руку, и тут же был контужен разорвавшимся рядом немецким снарядом. Прыгавший вместе с Колосом радист Дмитрий Стенько был тяжело ранен, на следующий день получил второе, смертельное, ранение и вскоре умер. Но через несколько дней Колос сумел найти радистку одной из погибших ранее выброшенных разведгрупп и наладил постоянный обмен информацией со штабом фронта.
Вместе с поляками Колос нёс тяготы одной из самых героических и трагических страниц польской истории. Пока генерал Комаровский со штабом Армии Крайовой отсиживался в глубоком бункере, плохо вооружённые ополченцы противостояли кадровым немецким дивизиям, поддерживаемым танками и авиацией. Колос координировал по рации действия советских лётчиков, сбрасывавших повстанцам вооружение и боеприпасы, передавал в штаб фронта информацию о ходе восстания и о силах противника в районе Варшавы. Он пытался наладить взаимодействие и с Буром; после долгих усилий ему удалось провести две встречи с ним, но обе оказались безрезультатными — ни о каком взаимодействии Бур договариваться не хотел, выдвигая целый ряд предварительных политических условий, в первую очередь — о признании СССР польского эмигрантского правительства.
В августе-сентябре 1944 года германским войскам удалось отбить несколько попыток советских войск с ходу ворваться в Варшаву. Главная ударная сила фронта — 2-я гвардейская танковая армия завязла в тяжелых уличных боях в правобережной части Варшавы — Праге и потеряла там большинство своих танков. 2 октября 1944 года Бур-Комаровски капитулировал перед немецким командованием.
Лейтенант Колос сражался вместе с восставшими с 21 сентября до последнего дня восстания — 2 октября 1944 года, а затем сумел с двумя повстанцами пробраться по канализационным трубам через всю Варшаву и переплыть через Вислу. Имея при себе важные документы, вышел в расположение советских войск. После многочисленных отчётов и проверки в органах «СМЕРШ» вся полученная от Колоса информация подтвердилась. О его результатах Военный Совет 1-го Белорусского фронта докладывал непосредственно И. В. Сталину.
В январе 1945 года Иван Андреевич Колос был представлен к званию Героя Советского Союза, но награждён не был. Из-за Варшавского восстания у советского правительства было много неприятностей с союзниками и польским эмигрантским правительством, поэтому вся информация на эту тему (вместе с представлением к званию) оказалась закрытой.
По оценке британского историка Нормана Дэвиса, добытые Колосом сведения не всегда были верными — например, сведения о силах, противостоявших повстанцам (Колос сообщал, что задействованы пять немецких дивизий). Также Колос сообщал, по мнению Дэвиса, безосновательно, что в Варшаве действует британский разведцентр, чья основная задача заключается в нейтрализации советских усилий.

### Берлинская операция
Перед началом Берлинской операции командующий фронтом Георгий Жуков поставил задачу — взять в плен высокопоставленного немецкого офицера, знающего систему обороны врага перед Берлином. Проникнув в марте 1945 года в немецкий тыл группа взяла под наблюдение оживлённую автостраду, и через несколько суток в ночной засаде захватила пассажира штабной легковушки. Пленный офицер участвовал в нескольких совещаниях германского командования, посвящённых вопросам обороны Берлина, и знал многое.
Иван Андреевич отличился и в ходе самой Берлинской операции. Встретил он победу в Берлине. Лично присутствовал при подписании Акта о безоговорочной капитуляции Германии, бывал в бункере Гитлера.

### Дальнейшая биография
После войны служил в военной комендатуре города Хемниц в Германии. Капитану Колосу было предложено начать учёбу в Военной академии, но он отказался. В марте 1947 года его уволили из армии.
Иван Андреевич переехал в Белорусскую ССР, продолжал работать по преподавательской специальности, занимался журналистикой. В 1953 году вернулся в Вооружённые Силы СССР, служил в ГРУ Генерального штаба Вооружённых Сил СССР, преподавал в специальных учебных заведениях.
В 1985 году Колосу было присвоено воинское звание «полковник». В 1987 году он ушёл в отставку по возрасту.
Указом Президента Российской Федерации № 2118 от 25 ноября 1994 года за мужество и героизм, проявленные при выполнении специального задания в годы Великой Отечественной войны 1941—1945 годов полковнику в отставке Колосу Ивану Андреевичу было присвоено звание Героя Российской Федерации.
Жил в посёлке Переделкино. Занимался литературным трудом, стал автором свыше 20 книг, был членом Союза писателей России. Основными темами творчества Ивана Андреевича стали Великая Отечественная война и катастрофа на Чернобыльской АЭС.
В 2006 году вышла книга Григория Андреевца «Разведчик Генерального Штаба» об Иване Колосе и совершённых им в годы войны подвигах.
Умер 12 августа 2007 года. Похоронен в Москве на Троекуровском кладбище.

## Награды и звания
- Медаль «Золотая Звезда» Героя Российской Федерации № 97 (25.11.1994)[1]
- Орден Красного Знамени (22.10.1944)
- 2 ордена Отечественной войны I степени (9.06.1944, 11.03.1985)
- Медаль «Партизану Отечественной войны» I степени (30.12.1948)
- Ряд других медалей СССР
- Орден Франциска Скорины № 94 (18.08.2003, Республика Беларусь)[8] — за значительный личный вклад в усиление белорусско-российских культурных связей, активную общественную деятельность и в связи с 80-летием со дня рождения.
- Крест Храбрых (1964, Польша)
- Литературные медали Фадеева, Симонова, Пикуля
- Диплом общественной премии профессионального признания «Лучшие перья России»
- другие награды

## Память
- На Родине Героя в деревне Картыничи установлен мемориальный знак в честь И. А. Колоса (Надпись: “Я мир хочу обнять руками, // И всех землян расцеловать, // А то, что создано веками, // Не разрушать, а созидать!”)[9].
- Имя И. А. Колоса присвоено гимназии в Лельчицах[10]. В честь И. А. Колоса в гимназии открыт музей. На здании гимназии установлена мемориальная доска в честь И. А. Колоса[9].
- Экспозиция в честь И. А. Колоса размещена в Лельчицком районном краеведческом музее.